# Trouy
Trouy är en kommun i departementet Cher i regionen Centre-Val de Loire i de centrala delarna av Frankrike. Kommunen ligger  i kantonen Levet som tillhör arrondissementet Bourges. År 2022 hade Trouy 4 034 invånare.

## Befolkningsutveckling
Antalet invånare i kommunen Trouy
Referens:INSEE